# Trương Hoàng Xuân
Trương Hoàng Xuân (1939 – 3 tháng 5 năm 2025) là một nhạc sĩ nhạc vàng trước 1975 tại miền Nam Việt Nam. Ông được biết đến nhiều qua các sáng tác "Bạc trắng lửa hồng", "Hái hoa rừng cho em", "Kẻ đến sau".

## Tiểu sử
Trương Hoàng Xuân sinh năm 1939 tại Sài Gòn. Ông học nhạc từ nhỏ trong nhà thờ và chơi đàn kiếm sống tại các nhà hàng khi 16 tuổi.
Năm 1960, ông tốt nghiệp Sư phạm, về dạy tại Long Khánh, tỉnh Bình Tuy. Đến năm 1968 thì ông đi lính và được điều về Đài phát thanh Quân đội làm việc chung với Tô Kiều Ngân, Đỗ Kim Bảng, Trầm Tử Thiêng.
Năm 1972, ông được Bộ Giáo dục Việt Nam Cộng hòa bổ nhiệm về dạy nhạc tại trường Trung học tổng hợp Nguyễn An Ninh, Quận 10.
Năm 1978, Sở giáo dục chính quyền mới cho thôi việc, ông xin qua Ngành Bưu điện làm công tác văn nghệ quần chúng cho đến khi nghỉ hưu vào năm 2000.
Sau khi ly hôn, ông sống một mình tại quận Phú Nhuận. Ông qua đời vào ngày 3 tháng 5 năm 2025 ở tuổi 86.

## Sáng tác
Trương Hoàng Xuân bắt đầu sáng tác vào năm 1966 và có khoảng 20 tác phẩm được thâu vào băng đĩa thời điểm đó. Ông còn có bút danh khác là Thy Linh.
| STT | Tên bài hát                  | Ghi chú                                     | Năm  |
| --- | ---------------------------- | ------------------------------------------- | ---- |
| 1   | Bạc trắng lửa hồng           | Ký tên Thy Linh                             | 1971 |
| 2   | Bất chợt một chiều mưa       | Tên khác: Cơn mưa bất chợt                  | 1994 |
| 3   | Biết không anh biết không em | Tên khác: Lời kẻ si tình                    |      |
| 4   | Cánh thư màu đỏ              | Ký tên Thy Linh                             |      |
| 5   | Chồng lính ngoại biên        | Ký tên Thy Linh                             |      |
| 7   | Cung tơ chiều                |                                             |      |
| 8   | Dư âm một chuyến đi          |                                             | 1968 |
| 9   | Đốt kỷ niệm                  |                                             |      |
| 10  | Gió lốc                      | Ký tên Trương Hoàng Xuân – Thy Linh         | 1966 |
| 11  | Hái hoa rừng cho em          | Ký tên Trương Hoàng Xuân – Hoàng Ngọc Quyên | 1966 |
| 12  | Hát cho vui đời              |                                             | 1972 |
| 13  | Hẹn nhau chiều chủ nhật      | Ký tên Thy Linh – Trương Hoàng Xuân         | 1966 |
| 14  | Kẻ đến sau                   |                                             | 1970 |
| 15  | Lặng lẽ phù sa               |                                             | 2000 |
| 16  | Lời kẻ si tình               |                                             | 1971 |
| 17  | Mộng ước chúng mình          |                                             |      |
| 18  | Một lần thôi                 |                                             | 1970 |
| 19  | Mùa hoa giã biệt             | Ký tên Thy Linh                             | 1966 |
| 20  | Những ngày hoa mộng          |                                             |      |
| 21  | Nụ cười trong mắt em         |                                             |      |
| 22  | Thuyền xa bến xưa            |                                             |      |
| 23  | Tôi tiễn người, tôi đưa tôi  |                                             |      |
| 24  | Thề không phản bội quê hương | Viết cho Cục Chính huấn vào năm 1971.       |      |
| 25  | Trai thời loạn               | Ký tên Thy Linh                             | 1965 |
| 26  | Trao người ở lại             |                                             | 1968 |
| 27  | Tưởng gặp người quen         |                                             |      |
| 28  | Tưởng nhớ                    |                                             |      |
| 29  | Xé thư tình                  |                                             | 1971 |